# Kitsune

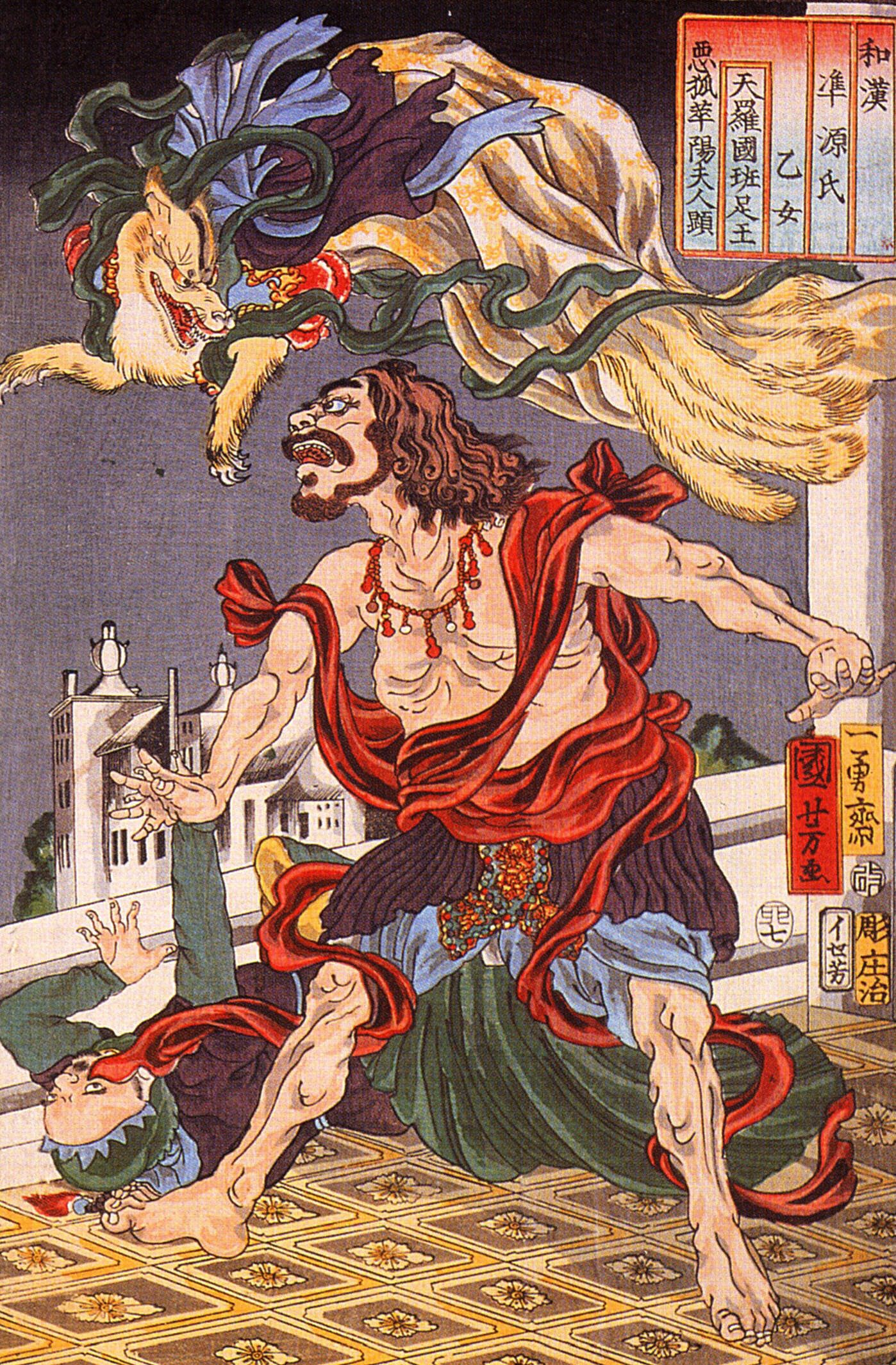
El príncep Hanzoku, aterrit per una guineu de nou cues. Impressió d'Utagawa Kuniyoshi.

La paraula japonesa kitsune (狐) significa 'guineu', animal que constitueix un element de singular importància en el folklore japonès fins al punt que és utilitzat tradicionalment per anomenar un esperit del bosc amb forma de guineu, la funció clàssica del qual és la de protegir boscs i llogarrets. Segons la mitologia japonesa, les guineus són animals intel·ligents que tenen habilitats màgiques, les quals es veuen incrementades amb l'edat i l'adquisició de coneixements. El poder d'un kitsune també és més gran a mesura que augmenta el nombre de cues, sent el més poderós el kitsune de nou cues.
A més, el kitsune està estretament associat al déu xintoista (kami) Oinari, déu de la fertilitat, l'agricultura, l'arròs i de les guineus, ja sigui com a missatger o com a servent; aquestes funcions reforcen el seu poder sobrenatural.
Entre els seus poders més destacats es troba la capacitat d'adoptar la forma humana, habitualment en una dona jove. En alguns contes tradicionals, i en el folklore en general, els kitsune es desenvolupen com a éssers que s'aprofiten de la seva metamorfosi per fer entremaliadures a les persones; en altres ocasions, l'animal exerceix funcions de guardià fidel, amic, amant o esposa. Com a conseqüència de tots aquests atributs màgics, als kitsune se'ls fan ofrenes com si fossin una deïtat.
L'origen històric d'aquest paper central de la guineu en el folklore japonès està en la seva convivència harmònica amb l'ésser humà a l'antic Japó, de la qual va derivar un creixent corpus de llegendes.

## Origen

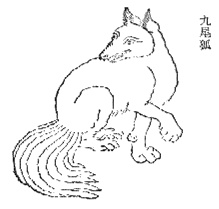
Una guineu de nou cues, pres del llibre Shan Hai Jing de la Xina Qing. L'esperit de la guineu o huli jing del folklore xinès és similar al kitsune.

Existeix un debat sobre l'origen dels kitsune; algunes especialistes creuen que els mites es fonamenten en tradicions estrangeres i altres en la mitologia japonesa, que es remunta cap al segle v aC. Les guineus apareixen en mites de la Xina, Corea, l'Índia o Grècia. Moltes d'aquestes primeres històries estan registrades en el Konjaku Monogatari, una col·lecció del segle xi de narracions xineses, índies i japoneses. Històries tradicionals xineses parlen del huli jing, un esperit guineu semblant al kitsune que posseeix nou cues. A Corea hi ha el kumiho, una guineu de nou cues, que és una criatura mitològica que pot arribar a viure fins a mil anys. Existeixen diferències; per exemple, el kumiho és considerat un ésser maligne i, en aquest sentit, s'oposa a la versió japonesa benèvola. No obstant això, erudits com Ugo A. Casal suggereixen que les similituds mostren que els mites de les guineus van tenir origen en la tradició hindú, com apareix en el Hitopadesa del segle xii; aquesta font, però, està indubtablement basada en el Pantxatantra (Índia, segle iii aC), que possiblement estigui influït per les Faules d'Isop (Grècia, segle vi aC) que van arribar a la Xina i Corea i, posteriorment, al Japó.
Contràriament, el folklorista japonès Kiyoshi Nozaki argumenta que el kitsune japonès va adquirir atributs positius al voltant del segle iv, i que només a la Xina i Corea es van presentar aspectes negatius. S'estima que, d'acord amb una col·lecció de llibres del segle xvi, anomenada Nihon Ryakki, a l'antic Japó convivien les guineus i els humans en una estreta relació que va donar com a resultat l'aparició de llegendes indígenes sobre els kitsune. La investigadora Karen Smyers, una especialista del déu Oinari, esmenta que la idea de la guineu com un ésser seductor davant l'ésser humà i la connexió dels mites de la guineu amb el budisme, foren introduïdes en el folklore japonès a través de les històries xineses, però sosté que algunes narracions de guineus contenen elements propis del Japó.

## Etimologia

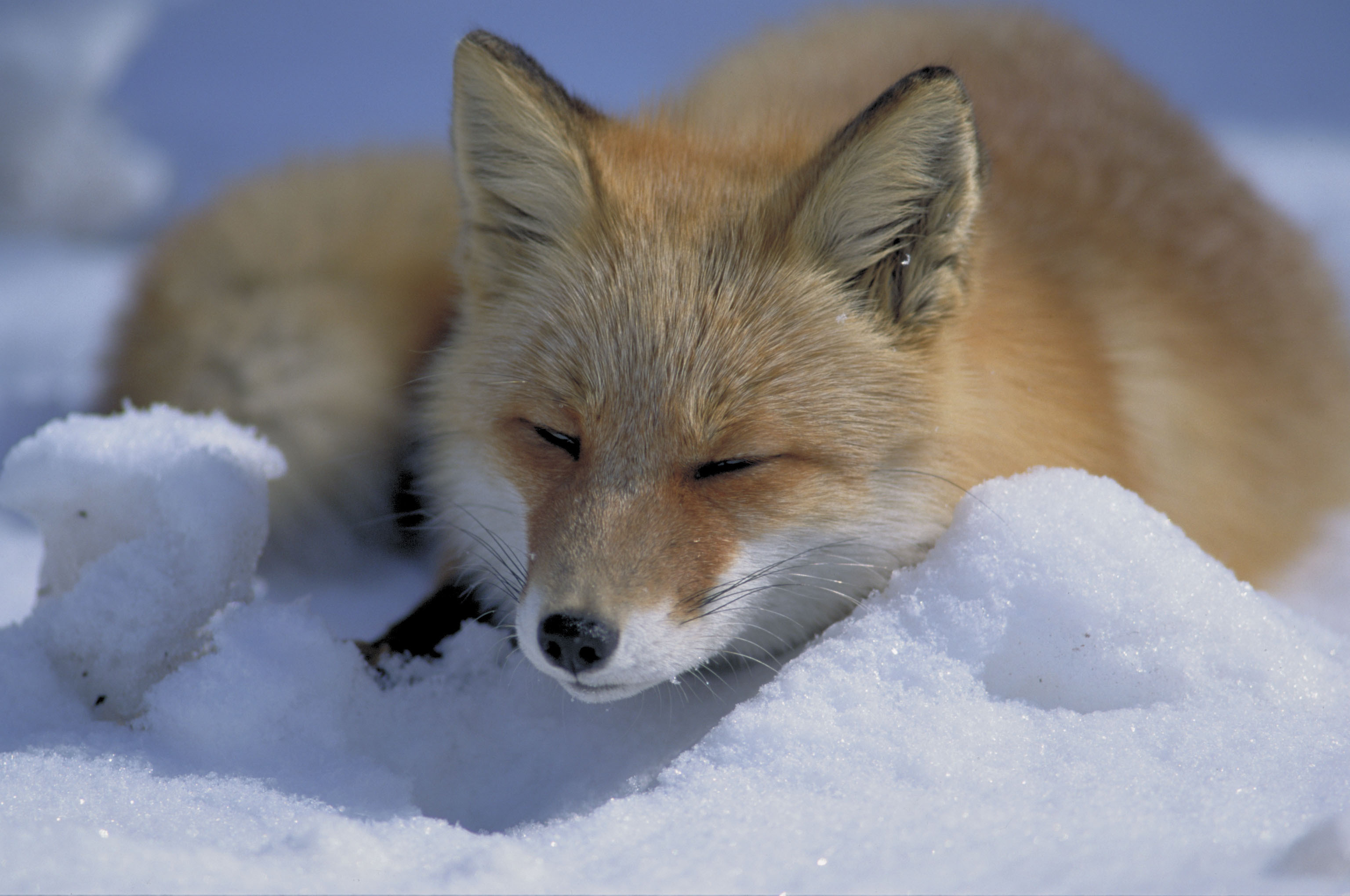
El Japó és la llar de dues subespècies de guineus vermelles: la guineu de Hokkaido (Vulpes vulpes schrencki, a la imatge), i la guineu vermella japonesa (Vulpes vulpes japonica).

Segons Nozaki, la paraula kitsune, originalment, fou una onomatopeia. Kitsu representava l'udol de la guineu i va donar com a significat la paraula guineu. Ne és una expressió afectiva, i Nozaki entén que aquest fet demostra l'existència d'una tradició establerta que confirma l'origen japonès del caràcter benèvol de la guineu dins el seu propi folklore. Kitsu és actualment un arcaisme, ja que en el japonès modern l'udol de la guineu és representat com a kon kon o gon gon. Una de les històries més antigues que es coneix sobre els kitsune explicava l'etimologia popular, més coneguda per la paraula kitsune, tot i que actualment és un anacronisme; la majoria de les històries dels kitsune explicaven que aquestes es transformaven en humans i es casaven amb homes, i normalment aquestes històries no acabaven de manera tràgica:
| « | Ono, un habitant de Mino (pres d'una antiga llegenda japonesa del 545), passava les estacions buscant el seu ideal de bellesa femenina. Una tarda la va conèixer en un vast erm i s'hi va casar. Simultàniament amb el naixement del seu fill, Ono va adquirir un cadell de gos i a mesura que creixia es tornava més i més hostil amb la dona de l'erm. Ella li suplicà al seu espòs que el matés, però ell es negà. Un dia el gos la va atacar amb tanta fúria que va perdre el coratge, es va convertir en una guineu, va saltar el setge i va fugir. – "Tu pots ser una guineu", Ono li responia, "però ets la mare del meu fill i jo t'estimo. Torna quan puguis; tu sempre seràs benvinguda". Així cada tarda la guineu s'escapolia a la casa i dormia als seus braços. | » |

Com la guineu, cada nit tornava com una dona amb el seu marit, però l'abandonava al matí; la guineu és anomenada Kitsune. En japonès clàssic, Kitsu-ne significa 'venir i dormir' i ki-Tsun significa 'venir sempre'.

## Característiques

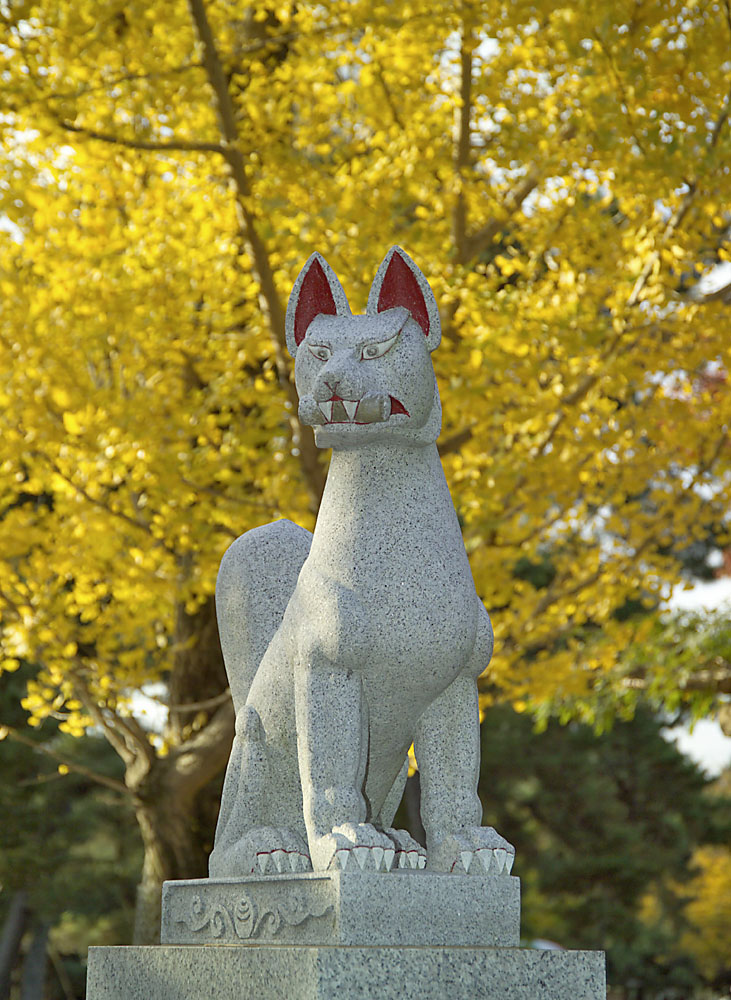
Estàtua d'un kitsune al santuari d'Inari, proper al temple budista de Todai-ji a Nara, Japó.

Els kitsune són coneguts per posseir una intel·ligència superior, una llarga vida i poders màgics. Són un tipus de yōkai, o entitat espiritual, i la paraula kitsune és de vegades traduïda com a «esperit de guineu». Tanmateix, això no vol dir que els kitsune siguin fantasmes, ni tampoc que siguin fonamentalment diferents a les guineus comunes. La paraula esperit és usada per reflectir un estat de coneixement o il·luminació, ja que totes les guineus amb llarga vida adquireixen poders sobrenaturals.
Hi ha dues classes comunes de kitsune. Els zenko són guineus benèvoles i celestials associades al déu Inari; són simplement anomenats com a guineus d'Inari. En canvi, els yako (literalment, 'guineus de camp'), són salvatges, tendeixen a ser entremaliats i fins i tot malvats. Les tradicions locals afegeixen altres classes de kitsune. Per exemple, un ninken és un esperit de guineu invisible que els humans només poden percebre quan són posseïts per ells. Una altra tradició classifica els kitsune en tretze tipus definits per la classe d'habilitats sobrenaturals que tingui el kitsune.
Físicament, els kitsune ressalten per la seva quantitat de cues, que arriben a ser fins a nou. Generalment, un gran nombre de cues indica una guineu més longeva i més poderosa; de fet, algunes narracions populars esmenten que una guineu tindrà cues addicionals quan hagi assolit els mil anys. En les històries són comuns els kitsune d'una, cinc, set i nou cues. Quan un kitsune obté la seva novena cua, el seu pelatge es torna blanc o daurat. Les guineus de nou cues o kyūbi no kitsune tenen l'habilitat de veure i sentir qualsevol succés que passa al món. Altres històries li atribueixen saviesa infinita, essencialment omniscient.

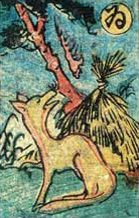
Un obake karuta (targeta de monstres) de començaments del mostrant un kitsune. El joc involucrava comparar pistes d'històries folklòriques a cada dibuix de la criatura.

Un kitsune pot prendre la forma humana, una habilitat que s'aprèn a certa edat —usualment als 100 anys, tot i que altres històries esmenten que ho poden realitzar als 50. Com un requisit per a la transformació, la guineu s'ha de posar joncs, una fulla de grans dimensions o una calavera sobre el seu cap. Les formes que pot assumir el kitsune són de dones belles, de noies joves o d'homes ancians. Aquestes formes no estaven limitades per l'edat o pel gènere de la guineu, inclusivament un kitsune pot duplicar l'aparença d'una persona en concret. Els kitsune són particularment coneguts per convertir-se en belles dones. Hi havia una creença popular al Japó medieval en la qual si es trobava una dona solitària, especialment al vespre o durant la nit, podia ser una guineu.
En algunes històries, els kitsune tenen dificultats per amagar les seves cues quan es transformen en éssers humans, els apareix quan la guineu s'emborratxa o es descuida; és una forma habitual de descobrir la veritable identitat de la criatura. Altres formes de descobrir la identitat dels kitsune eren els trets semblants a la guineu que tenien els éssers humans, també els cobreix un pelatge fi, tenen una ombra en forma de guineu, o el seu propi reflex revelava la seva identitat. El terme kitsune -gao (literalment 'cara de guineu') es refereix a les dones humanes que tenen una cara estreta amb ulls molt junts, celles primes i pòmuls sortints. Tradicionalment, aquesta estructura facial és considerada atractiva, i en algunes històries s'atribueixen a les guineus amb forma humana. Els kitsune tenen fòbia i menyspreu als gossos, fins i tot en la seva forma humana. Alguns es pertorben davant la seva presència fins al punt de convertir-se en guineus i fugir. També una persona devota pot ser capaç de veure la identitat de la guineu immediatament.
Una història popular il·lustra aquestes imperfeccions dels kitsune convertits en humans; parla de Koan, un personatge històric que posseïa la saviesa i els poders màgics com a vident. Segons aquesta història, mentre Koan vivia a casa d'un dels seus devots, en entrar al bany, es va cremar el peu perquè l'aigua estava molt calenta. Llavors, «en la seva angoixa, va sortir del bany nu. Quan la gent de la casa el va veure, estaven esbalaïts en observar que Koan posseïa un pelatge que cobria gran part del seu cos i que li sobresortia una cua de guineu. Llavors, Koan es va transformar davant d'ells, convertint-se en una guineu vella i fugí.»
Altres habilitats sobrenaturals que habitualment se li atribueixen als kitsune inclouen la capacitat de posseir les persones, l'aparició de foc o llum —a la boca o a les cues— (són coneguts com a kitsune-bi, literalment 'guineu de foc'), la manifestació voluntària en els somnis d'altres, la capacitat de volar, la invisibilitat, i la creació d'il·lusions ben elaborades que són gairebé indistingibles de la realitat. En algunes històries s'esmenta el kitsune amb poders més grans, com corbar l'espaitemps, tornar boges les persones o prendre formes fantàstiques com, per exemple, un arbre de considerable altura o una segona lluna en el cel. Altres kitsune tenen característiques similars als vampirs, als íncubes o als súcubes i s'alimenten de l'energia vital o de l'esperit dels éssers humans, generalment a través del contacte sexual.

### Kitsunetsuki

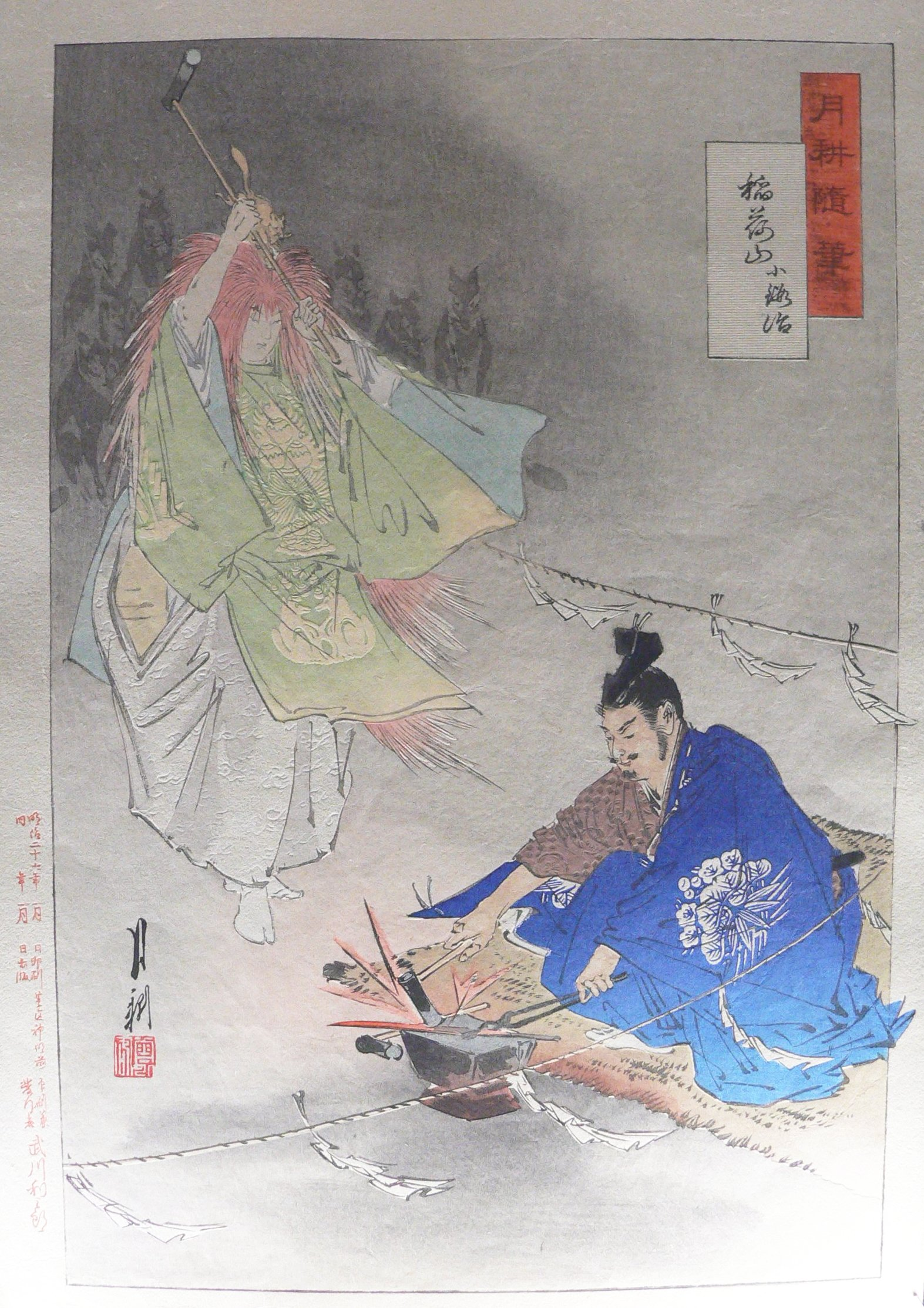
El déu Oinari (esquerra) i els seus servents guineu (al fons) ajuden el ferrer Munechika (dreta) a forjar l'espasa ko-kitsune-maru (Petita guineu); obra de finals del. La llegenda és l'argument del drama nō, Sanjo Kokaji.

Kitsunetsuki (狐憑き o 狐付き) significa literalment 'l'estat d'estar posseït per una guineu'. La víctima és principalment una dona jove, a la qual la guineu penetra per sota les ungles o a través dels seus pits. En alguns casos, l'expressió facial de la víctima es transforma en una forma semblant a la d'una guineu. La tradició japonesa esmenta que ser posseït per una guineu pot fer que, si la víctima és analfabeta, tingui l'habilitat temporal de llegir.
El folklorista Lafcadio Hearn descriu la condició de ser posseït per un kitsune en el seu primer volum del seu llibre Glimpse of Unfamiliar Japan:
| « | És estranya la bogeria d'aquests quan les guineus dimoni s'introdueixen en ells. Algunes vegades corren cridant pels carrers. Algunes altres se'n van a dormir, els surt escuma a la boca i udolen com a guineus. I en una part del cos del posseït apareix sobre la pell una protuberància que es mou, i que es nota que té vida pròpia. Si el punxo amb una agulla, aquest llisca a un altre lloc. Si no es pot agafar, ha de ser pres amb fermesa amb una mà forta i que no s'escapi entre els dits. Les històries de possessió indiquen que parlen i escriuen en idiomes que les víctimes no coneixien abans de ser posseïdes. Només mengen el que agrada a les guineus —tofu, aburaage, azukimeshi, etc.— i mengen bastant, al·legant que no són ells, però els posseïts per les guineus són famolencs. | » |

Cal destacar que en alliberar-se de la possessió, la víctima no serà capaç de menjar tofu, azukimeshi, ni qualsevol altre menjar que els agradi a les guineus.
L'exorcisme, que a vegades es realitza en un santuari d'Inari, pot induir una guineu a abandonar el seu hoste. En el passat, quan no era possible realitzar l'exorcisme amb mètodes benvolents o si no hi havia un monjo, les víctimes dels kitsunetsuki eren colpejades o cremades per forçar l'abandonament de l'esperit. A les comunitats, famílies senceres eren condemnades a l'ostracisme si hi havia un membre de la família que estava posseït per una guineu.
Al Japó, el kitsunetsuki era considerat una malaltia des de l'era Heian i va romandre com un diagnòstic comú d'una malaltia mental fins a començaments del segle xx. La possessió va ser l'explicació per a la conducta anormal mostrada en les afliccions individuals. A finals del segle xix, el doctor Shunichi Shimamura va afirmar que les malalties físiques que causaven febre a vegades eren considerades com a kitsunetsuki. La creença ha perdut suport, però les històries de possessions per una guineu encara apareixien en els diaris i en els mitjans de comunicació. Una de les més conegudes que implicava aquests tipus d'afirmacions, el 2006, ha estat que els membres del culte Aum Shinrikyo estaven posseïts.
En medicina, el kitsunetsuki és una psicosi ètnica única en la cultura japonesa. Aquells que pateixen la condició creuen que són posseïts per una guineu. Els símptomes inclouen desig d'arròs o fesols vermells dolços, apatia, inquietud i aversió al contacte d'ulls. El kitsunetsuki és similar però diferent de la licantropia clínica.

### Hoshi no tama

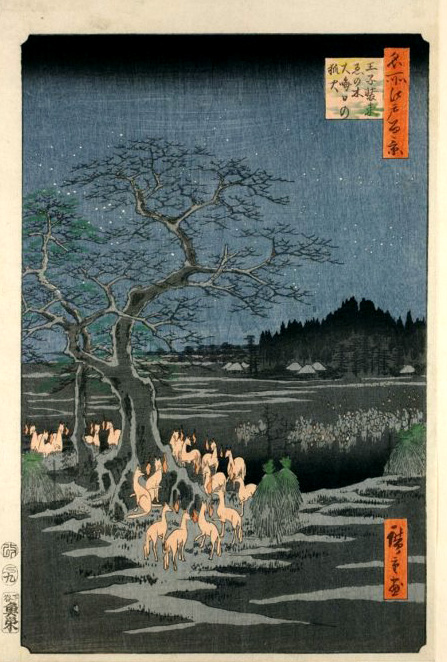
Un grup de kitsune comuns reunits amb un grup de kitsune-bi (guineus de foc) a prop d'Edo. Pintura de Hiroshige.

Se solen descriure els kitsune o les seves víctimes posseïdes amb esferes blanques rodones o de forma similar a la ceba, anomenades hoshi no tama ('esferes d'estrella'). Les llegendes descriuen que resplendeixen amb els kitsune-bi o guineus de foc. Algunes històries els identifiquen com a joies o perles màgiques. Quan no està en la seva forma humana o en una possessió amb un humà, un kitsune manté el hoshi no tama a la seva boca o el porta en la seva cua. Les joies són un símbol que identifica el déu Inari, i les representacions de les guineus sagrades d'Inari sense el seu hoshi no tama són rares.
Hi ha la creença que quan un kitsune canvia de forma, el seu hoshi no tama pren una porció del seu poder màgic. Una altra llegenda és que la perla representa l'ànima del kitsune. El kitsune moriria si se separés d'ell per molt de temps. Els que obtenen l'esfera poden ser capaços d'obtenir una promesa del kitsune a canvi de tornar-li a la guineu. Per exemple, una història del segle xii descriu un home usant un hoshi no tama d'una guineu per demanar un favor:
| « | "Maledicció!" delirà la guineu. "Torneu-me la meva esfera!" L'home va ignorar la seva súplica fins que finalment la guineu va dir plorant: "Està bé, tu tindràs l'esfera, però no sabràs com mantenir-la. No serà gens agradable per a tu. Per a mi, serà una pèrdua terrible. Et diré, que si no me la tornes, seré el teu enemic per sempre, però si me la dones, jo seré per tu com un déu protector." | » |

La guineu li salvà la vida després que es trobés amb un grup de bandits armats.

## Descripcions

### Servents d'Inari

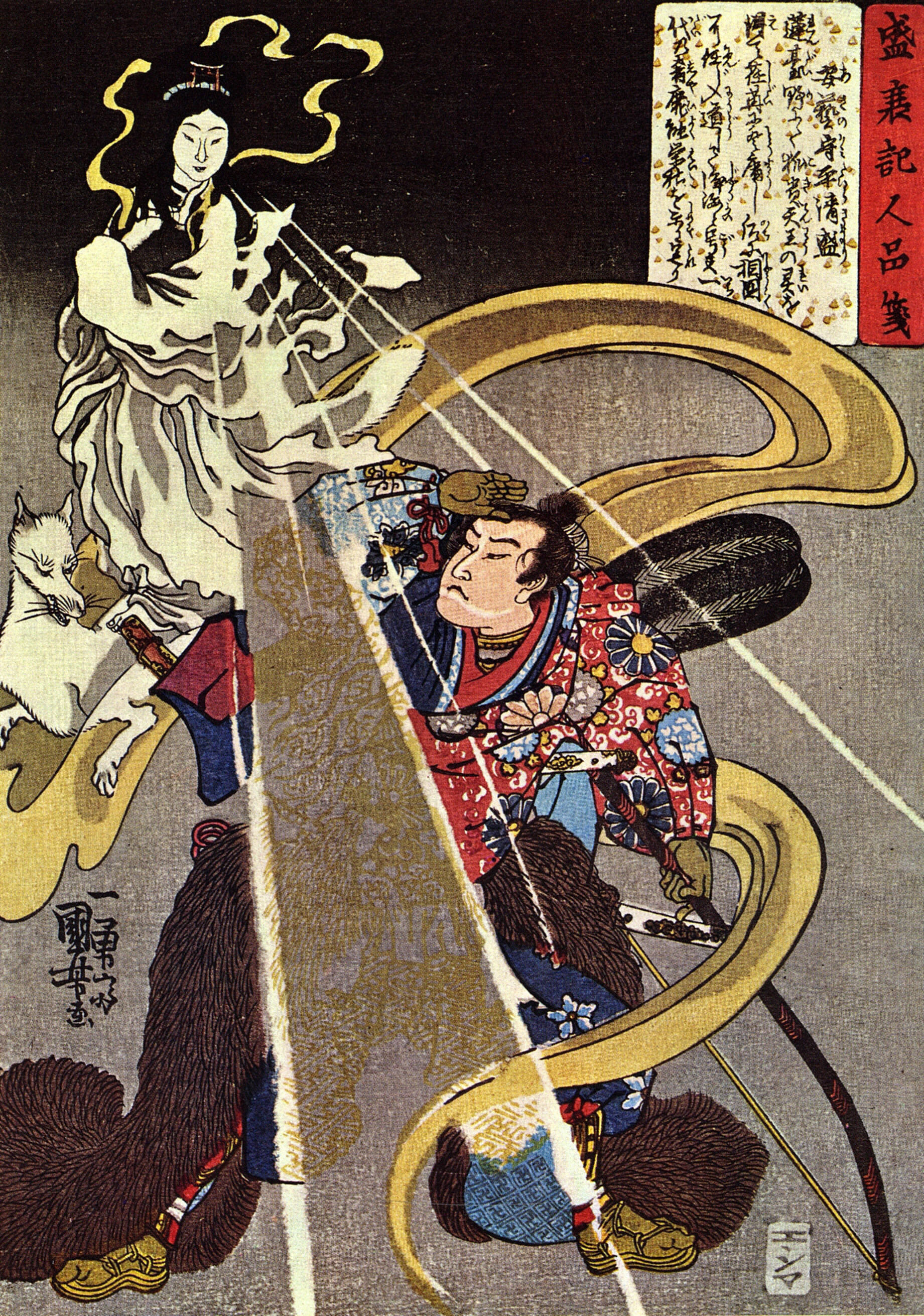
El déu Oinari representat com una guerrera. Aquesta descripció mostra la influència de la deessa menor budista Dakiniten. Pintura d'Utagawa Kuniyoshi.

Els kitsune són associats amb Inari, el déu xintoista de l'arròs. Aquesta associació reforça el significat dels poders especials de la guineu. Originalment, els kitsune eren missatgers d'Inari, però la relació entre ambdós ara és tan confusa que Inari a vegades és mostrat com una guineu. Així mateix, santuaris sencers són dedicats als kitsune, on els devots ofereixen ofrenes. Els esperits de guineu estan interessats particularment amb una mena de tofu fregit en llesques anomenat aburaage, que es troba en el kitsune udon i kitsune soba. Igualment l'inarizushi és un tipus de sushi que va prendre el nom d'Inari i que consisteix en sacs de tofu fregit emplenat amb arròs. Hi ha una especulació entre els folkloristes que va existir una altra deïtat guineu xintoista en el passat. Les guineus han estat adorades com kami.
Els kitsune d'Inari són blancs, un color de bon presagi. Tenen el poder de foragitar el mal, i a vegades serveixen de guardians espirituals. A més de protegir els santuaris d'Inari, són invocats per intervenir en nom dels vilatans i, particularment, per ajudar contra els problemàtics nogitsune. Les guineus negres i les guineus de nou cues també són considerades portadores de bons presagis.
Segons les creences derivades del fusui (Feng Shui), el poder que exerceix sobre el mal el kitsune pot representar-se en una estàtua de guineu que pot dissipar l'energia maligna (kimon) que flueix des del nord-est. En molts santuaris d'Inari hi ha estàtues, a vegades en gran nombre; un exemple el trobem al famós santuari Fushimi Inari, a Kyoto.
Els kitsune estan connectats amb el budisme a través de Dakiniten, una deessa menor que es combina amb l'aspecte femení d'Inari. Dakiniten és representada com una bodhisattva femenina que porta una espasa i cavalca una guineu voladora de color blanc.

### Engalipadors

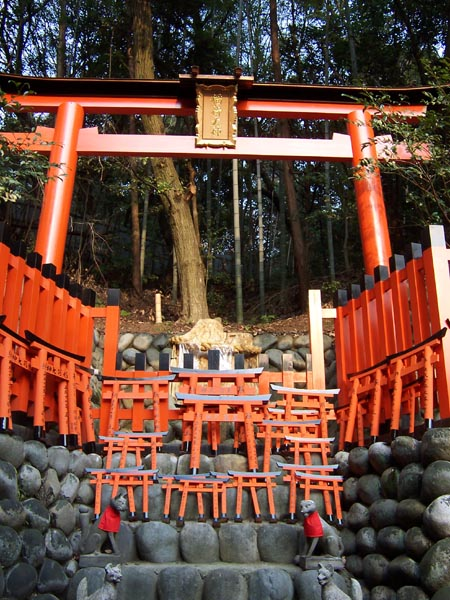
El santuari Fushimi Inari a Kioto posseïx nombroses estàtues de kitsune.

Els kitsune de vegades es presenten com a entabanadors, amb variacions que porten des d'éssers entremaliats fins a malèvols. Les llegendes expliquen que els kitsune entremaliats atacaven els samurais massa orgullosos, comerciants cobdiciosos i plebeus pretensiosos, mentre que els més malvats abusaven dels comerciants pobres i grangers o dels monjos budistes devots. Les seves víctimes eren usualment homes, ja que les dones eren posseïdes. Per exemple, els kitsune ideen usar els kitsune-bi per portar els viatgers per un camí errat com una forma de foc follet. Una altra tàctica del kitsune és confondre el seu objectiu amb il·lusions o visions. Un altre truc usat pels kitsune engalipadors inclou la seducció, el robatori de menjar, la humiliació de l'arrogant o la venjança amb insults.
Hi ha un joc tradicional anomenat kitsune-ken (puny de la guineu) que dona testimoni del poder del kitsune sobre els éssers humans. El joc és similar al pedra, paper, tisores, però les tres posicions de la mà signifiquen una guineu, un caçador i un cap de la vila. El cap de la vila guanya al caçador perquè el supera en rang, el caçador guanya a la guineu perquè li dispara, la guineu guanya al cap de la vila, ja que el fetilla.
Aquestes descripcions ambigües, juntament amb la seva reputació per als venjatius, van motivar les persones a descobrir els motius de la problemàtica de les guineus. En un cas, Toyotomi Hideyoshi, qui va ser el dàimio que va unificar el Japó a finals del segle xvi, va escriure una carta al déu Inari:
| « | A Inari Daimyojin, El meu senyor, tinc l'honor d'informar que una de les guineus que està sota la seva jurisdicció ha encisat una de les meves serventes, causant-li a ella i a altres una sèrie de problemes. Faci el favor de prendre's uns minuts a consultar el tema, i procuri trobar la raó de per què el seu súbdit es comporta malament i faci-me-la saber. Si la guineu no té un motiu adequat per la seva conducta, queda sota arrest i serà castigada immediatament. Si vacil·la a prendre una acció en aquest tema, ordenaré la destrucció de cada guineu al país. Per qualsevol altre assumpte sobre el qual es desitgi informar o en referència al que hagi ocorregut, pot consultar al gran sacerdot de Yoshida. | » |

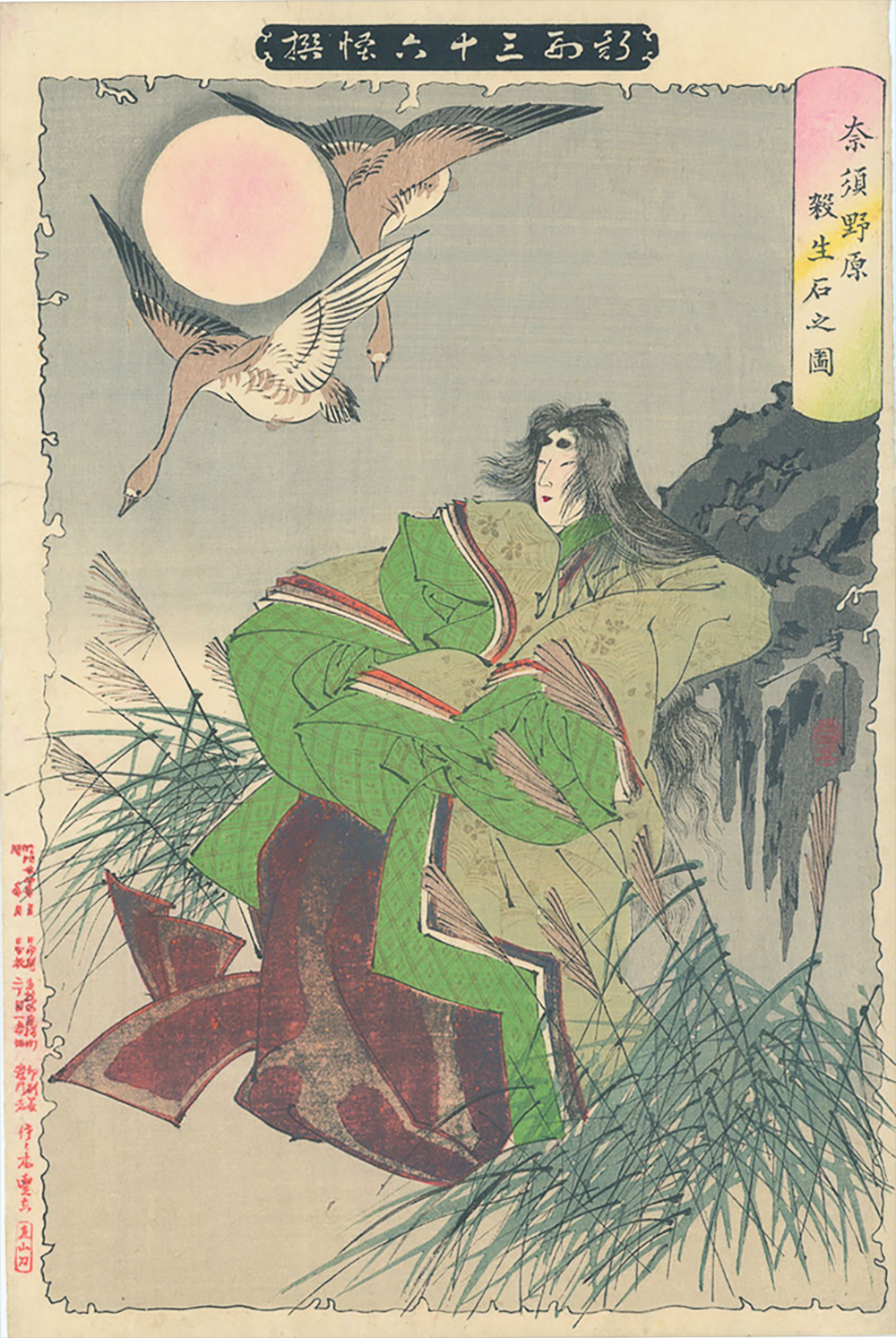
Tamamo-no-Mae, un llegendari kitsune que ha aparegut en obres de nō i kyōgen. Pintat per Yoshitoshi.

Els kitsune mantenen les seves promeses i s'esforcen per pagar qualsevol favor. Ocasionalment un kitsune s'enfoca especialment a una persona o família, a la qual pot causar tota mena d'entremaliadures. En una història del segle xii, només l'amenaça d'exterminar-lo per part de l'amo d'una casa aconsegueix persuadir-lo de comportar-se bé. El patriarca dels kitsune va aparèixer en els somnis de l'home:
| « | El meu pare va viure aquí abans que jo, senyor, i ara jo tinc molts fills i nets. Fan moltes entremaliadures, estic espantat, i jo sempre els demano que parin, però no em presten atenció. I ara, senyor, vostè raonablement s'ha atipat de nosaltres. Comprenc que ens hagi de matar a tots. Però només vull que sàpiga, senyor, com lament que aquesta sigui la nostra última nit amb vida. No ens podria perdonar, una vegada més? Si creem problemes de nou, llavors podrà fer el que millor convingui. Però els joves, senyor, estic segur que entendran quan els expliqui per què està tan alterat. Farem qualsevol cosa, podem protegir-lo d'ara endavant, només que ens perdoni, i estarem segurs de fer-li saber qualsevol cosa bona que pugui passar. | » |

Altres kitsune usen els seus poders màgics per al benefici del seu company o hostes sempre que l'ésser humà el tracti amb respecte. Com yōkai, però, els kitsune no comparteixen la moralitat humana, i un kitsune està establert en una casa al seu estil; per exemple, es porta els diners de l'hoste o articles que han estat robats de les cases veïnes. Com a conseqüència, les famílies comunes pensaven que els kitsune protegits són tractats amb sospita. Estranyament, les famílies de samurai tenien els privilegis de compartir la mateixa disposició que els kitsune, però aquestes guineus eren considerades myōbu i usaven la seva màgia com a signe de prestigi. Les cases abandonades eren caus comunes per als kitsune. Una història del segle xii conta que un ministre que es va mudar a una vella mansió va descobrir una família de guineus vivint-hi. Van intentar espantar-lo, reclamant que la casa havia estat seva per molts anys, i que desitjaven protestar enèrgicament. L'home es va negar, i les guineus es van resignar a mudar-se a un terreny abandonat proper.
Les històries distingien els regals dels kitsune amb els pagaments dels kitsune. Si un kitsune oferia un pagament o recompensa que incloïa diners o béns materials, part o tot el pagament consistiria de paper vell, fulles, branquetes, pedres o objectes similars sense valor que estan sota un encanteri que els fa aparentar com a béns amb valor. Els veritables regals del kitsune eren usualment intangibles, com la protecció, coneixement o llarga vida.

### Esposes i amants

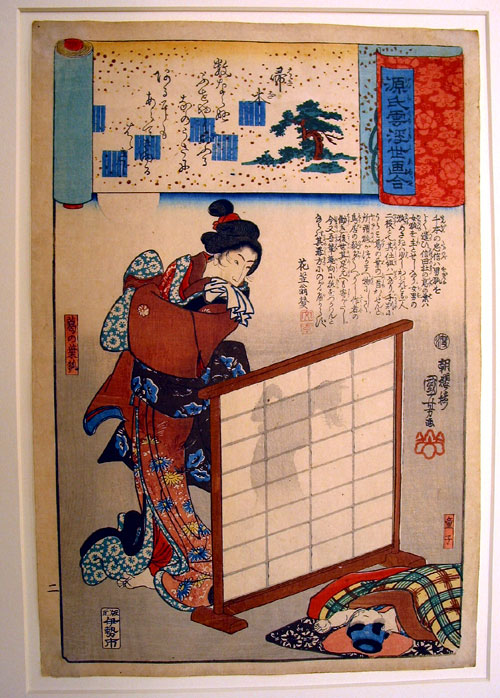
El kitsune Kuzunoha mostra una ombra en forma de guineu encara transformada com humana. Kuzunoha és una figura famosa en el folklore i és un personatge en el kabuki. Pintura d'Utagawa Kuniyoshi.

Els kitsune són molt coneguts com a amants, usualment en històries que involucren un jove home humà i un kitsune que pren la forma d'una dona humana. Els kitsune poden ser seductors, però aquestes històries ofereixen un aspecte més romàntic. Típicament, l'home jove desconeix que està casat amb una guineu, que es mostra com una esposa devota. L'home eventualment descobreix la veritable identitat de la guineu, i la dona és forçada a deixar-lo. En alguns casos, l'espòs desperta d'un somni, amb immundícia, desorientat i lluny de la llar. L'home llavors ha de tornar a confrontar la seva família abandonada i deshonrada.
Moltes històries presenten les esposes guineu tenint fills. Si els fills són humans, hereten qualitats físiques especials o sobrenaturals. L'onmyōji Abe no Seimei era conegut per haver heretat aquests poders extraordinaris.
Altres històries mostren els kitsune casant-se amb un altre. Quan plou en un cel clar, el fenomen és anomenat de vegades kitsune no yomeiri o «el casament del kitsune», en referència a una llegenda que descrivia un casament entre les criatures que va ocórrer durant aquesta pluja. L'esdeveniment és considerat un bon auguri, però els kitsune obtindran venjança de qualsevol que no va ser convidat.

### En la ficció
Dins del folklore japonès, els kitsune han aparegut en nombroses obres japoneses. Les obres de nō, kyōgen, bunraku i kabuki es deriven dels contes tradicionals dels kitsune, de la mateixa manera que els treballs contemporanis com el manga, l'anime i els videojocs. Els autors occidentals d'obres de ficció han començat a fer servir les llegendes dels kitsune. Malgrat que les representacions varien considerablement pel que fa a les històries folklòriques, els kitsune són generalment descrits com a éssers savis, astuts i poderosos.
Nota: aquesta llista no pretén ser exhaustiva de cap manera. Simplement, mostra alguns dels exemples més significatius relacionats amb la cultura popular del kitsune.
- En el videojoc de Nintendo 64 The Legend of Zelda: Majora's Mask, els Keaton, són una raça basada en els kitsune.
- L'anime Kanokon Chizuru Minamoto tracta d'una kitsune la qual s'enamora d'un humà i viu en un món en què els esperits conviuen amb els humans amb certes regles.
- En Digimon Tamers, Renamon i les seves formes digievolutives estaven inspirades en els kitsune.
- Shippo, un dels personatges principals de la sèrie Inu Yasha és un jove kitsune que pot canviar la seva forma, fa servir el kitsune-bi i il·lusions.
- En Shaman King, Mikihisa Asakura, un xaman de tipus Shugensha, té d'esperits acompanyants a un kitsune, a més d'un tanukis, igual que el seu aprenent Tamao Tamamura.
- L'esperit del kyūbi no kitsune o 'guineu dimoni de nou cues', va ser segellat dins de Naruto Uzumaki, el personatge principal de la sèrie Naruto. L'aparença del seu rostre és similar a la de les persones posseïdes per un kitsune.
- Shuichi Minamino, un personatge principal de Yu Yu Hakusho, és la reencarnació d'un kitsune lladre anomenat Iōko Kurama.
- Els Pokémon Vulpix i Ninetales estan basats en la llegenda dels kitsune. L'evolució de Vulpix a Ninetales és el mateix canvi de color i habilitats quan una guineu obté la seva novena cua després de complir mil anys.
- Tails, company de Sonic the Hedgehog, és una guineu de dues cues amb l'habilitat de volar. Malgrat les seves múltiples cues, no posseeix les característiques màgiques tradicionals d'un kitsune, però és intel·ligent i bondadós.
- Ran Yakumo, Subordinat de Yukari de Touhou Perfect Cherry Blossom, és una guineu de nou cues, posseeix les característiques màgiques tradicionals d'un kitsune, amb l'aparença de la transformació d'una dona humana.
- Kitsune és també un personatge femení dels còmics d'Usagi Yojimbo, de Stan Sakai. En aquest cas, es tracta d'una guineu (tots els personatges són animals antropomorfs), amiga del protagonista, que es guanya la vida meitat com a lladre, meitat com a artista de carrer. És un personatge àgil, silenciós i astut, que opina que «Una noia ha de fer el que pugui per sobreviure».
- En la sèrie anime del grup CLAMP, ×××Holic, el kitsune (anomenat Kuda-Gitsune en la traducció) es converteix en el protector del personatge principal Watanuki Kimihiro, amb el transcurs de la sèrie es pot observar la transformació de la guineu petit a la seva etapa final, un magnífic guineu de nou cues.
- En el manga Nurarihyon no Mag, hi ha la yokai Hagoromo Gitsune.
- En el videojoc del grup CAPCOM, Mega Man X: Command Mission X s'enfronta al clan dels Tail que era una sèrie de nou kitsune humanoides que mentre més quantitat de cues tenien més poderosos eren, fins a arribar al ninetail, el kitsune més poderós.
- En el videojoc del grup Clover studio, Okami Amaterasu coneix una noia anomenada Rao qui resulta haver estat assassinada per un dimoni de nou cues que havia desembarcat de l'Arca de Yamato i que havia pres la seva forma i identitat, quan Amaterasu se'n va adonar va anar a enfrontar-se al ninetail i finalment el matar.
- Kuzunoha, mare d'Abe no Seimei, és un kitsune molt conegut com a protagonista en obres del teatre tradicional japonès. És el personatge principal en l'obra de kabuki i bunraku de cinc parts Ashiya Doman Ouchi Kagami. En la quarta part Kuzunoha o la guineu del bosc de Shinoda, és de vegades representat independentment de les altres escenes i mostra el descobriment de la identitat real de Kuzunoha i el seu posterior comiat del seu marit i fill.[66][67]
- Tamamo-no-Mae és el personatge del drama nō Sesshoseki i de les obres de Kabuki i Kyōgen Tamamonomae. Tamamo-no-Mae ha comès maldats a l'Índia, la Xina i el Japó però és descobert i mor. El seu esperit es transforma en una «pedra assassina», d'aquí pren el títol de l'obra. Eventualment rep la redempció del monjo budista Gennō.[68][69][70]
- Genkurō és un kitsune conegut per la seva devoció filial. En l'obra dramàtica de bunraku i kabuki Yoshitsune Sembon Zakuro, l'amant del samurai Minamoto no Yoshitsune, Shizuka Gozen va obtenir el tamborí o tsuzumi fet amb la pell dels pares de Genkurō. La guineu adquireix la forma humana i es converteix en servidor de Yoshitsune, Satō Tadanobu, però és revelada la seva identitat. El kitsune explica que el va escoltar la veu dels seus pares quan el tambor era colpejat. Yoshitsune i Shizuka li donen el tambor, per tant Genkurō li dona a Yoshitsune protecció màgica.[71][61][72]
- En l'anime d'Omamori Himari un dels antagonistes al final de la sèrie és un kitsune de nou cues.

### Netsuke
Els kitsune són un dels motius més freqüents en el netsuke, que són petits objectes tallats, fets originalment per cordar els sacs que es posen en les faixes de les peces de vestir, ja que les peces no portaven butxaques. El netsuke es va convertir en una forma d'art que es va fer coneguda a partir de les seves descripcions en els contes populars i les obres teatrals.